# Aspres
|  | Per a altres significats, vegeu «Aspres (desambiguació)». |

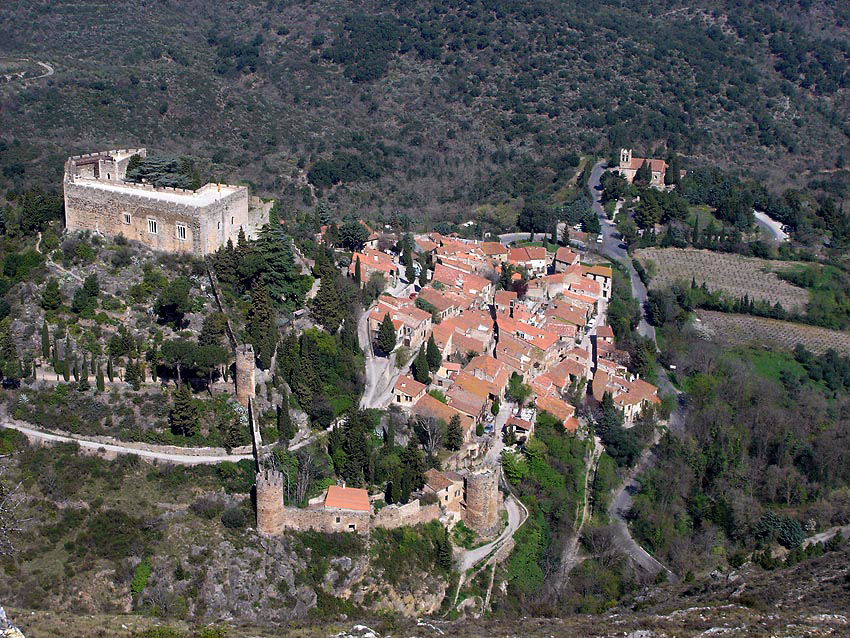
Castellnou dels Aspres, als Aspres, poble que fou capital de l'antic vescomtat

Els Aspres és una subcomarca del Rosselló. Per les seves peculiaritats històriques i culturals, la Universitat de Perpinyà la considera una comarca més de la Catalunya Nord. És al sud-oest del Rosselló limitant amb el Vallespir, amb qui està relacionada històricament. El mot aspre en aquest cas designa un «terreny de secà».
Geogràficament és el conjunt de terres esglaonades des del peu del Canigó fins prop del mar, ja dins la plana del Rosselló. Se n'exclouen, així doncs, els municipis conflentins del massís, que es troben al Baix Conflent.
Històricament havia format a l'edat mitjana del vescomtat de Castellnou juntament amb l'alt Vallespir.

## Divisió comarcal

Aspres

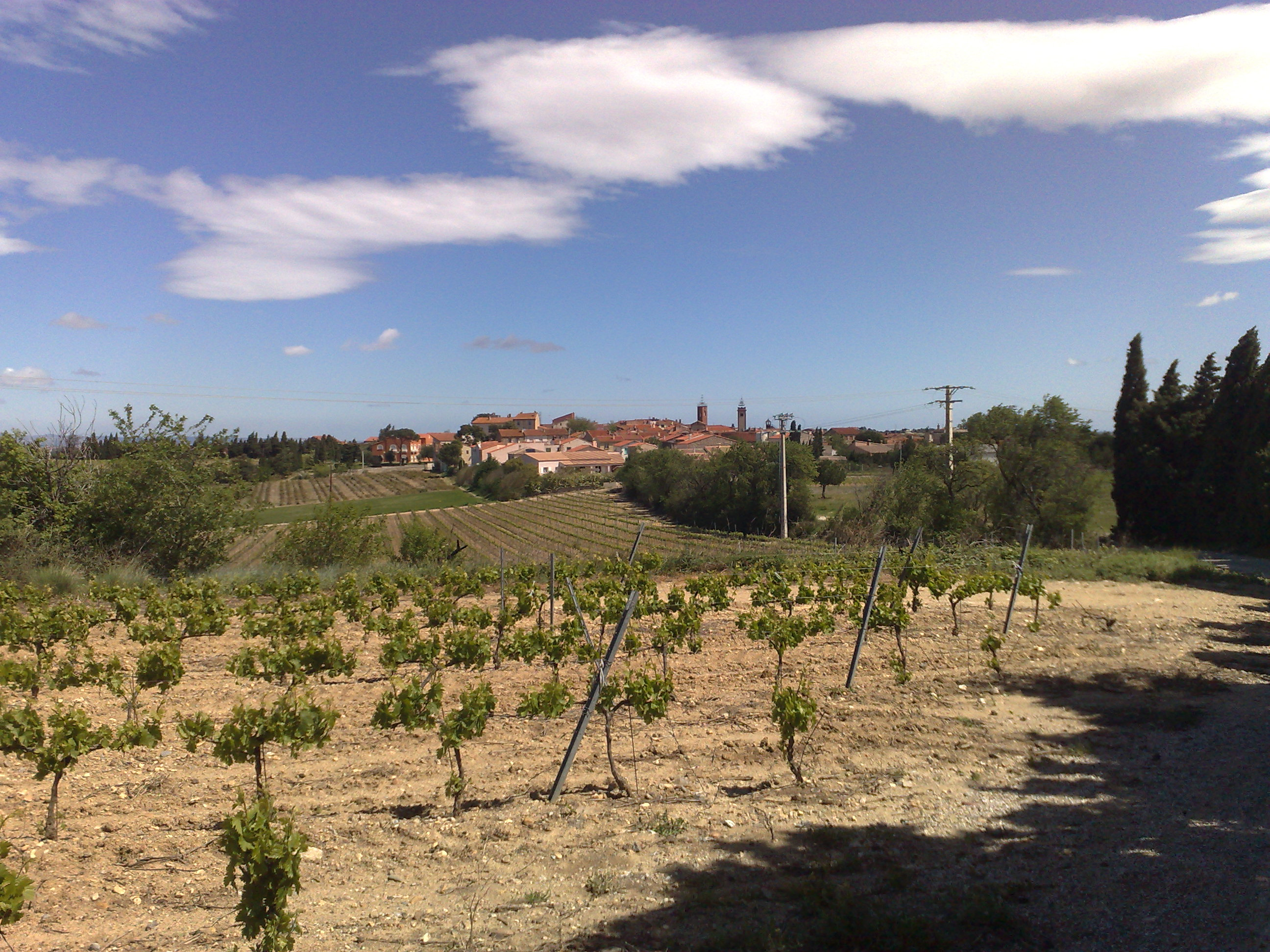
Paisatge vinícola a Pontellà

Tradicionalment es considerava una subcomarca del Rosselló, limitada al nord per la subcomarca rossellonesa del Riberal de la Tet, a l'oest pel Conflent i al sud pel Vallespir.
En el Nomenclàtor toponímic de la Catalunya del Nord s'introdueix com a comarca diferenciada del Rosselló per «la seva realitat geogràfica i històrica des de l'òptica nord-catalana».

## Municipis

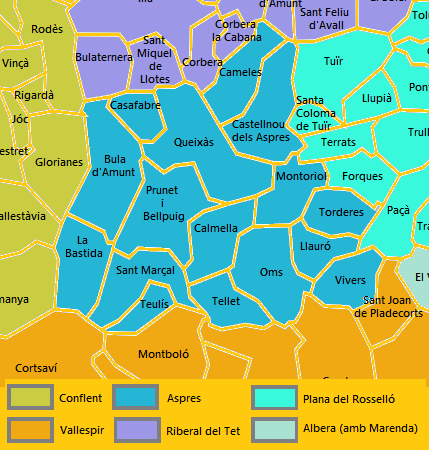
Mapa dels Aspres

Segons el Nomenclàtor, els Aspres incorporaven fins al 2015 només part del cantó de Tuïr:
| Municipi               | Habitants |
| ---------------------- | --------- |
| Bastida, la            | 61        |
| Bula d'Amunt           | 73        |
| Calmella               | 42        |
| Cameles                | 396       |
| Casafabre              | 34        |
| Castellnou dels Aspres | 331       |
| Llauró¹                | 270       |
| Montoriol              | 188       |
| Oms                    | 268       |
| Prunet i Bellpuig      | 68        |
| Queixàs                | 95        |
| Sant Marçal            | 85        |
| Tellet                 | 83        |
| Teulís                 | 45        |
| Torderes¹              | 145       |
| Vivers                 | 128       |
|                        |           |

¹ Llauró i Torderes no s'inclouen en la Gran Geografia Comarcal de Catalunya, com a comunes independents, però sí en el Nomenclàtor toponímic.
A més, Bulaternera, Corbera i Santa Coloma de Tuïr tenen part del municipi geogràficament als alts Aspres, però la població està instal·lada a la Plana.
Administrativament, la Communauté de Communes des Aspres és una mancomunitat de 21 municipis amb una població de 19.601 habitants (cens del 1999), i amb capital a Tuïr. Només inclou vuit d'aquest municipis més altres del Riberal i de la Plana de Perpinyà, com ara Terrats, Pontellà, Llupià.